# Farther Along
Farther Along ist das elfte Musikalbum der US-amerikanischen Folk-Rock-Band The Byrds. Es erschien am 17. November 1971 auf dem Label Columbia Records. Bestürzt über die schlechten Kritiken und Verkaufszahlen von Byrdmaniax, mit dem die Band selbst auch unzufrieden gewesen war, reisten die vier Musiker kurzerhand nach London, um dort noch ein Album aufzunehmen und diesmal selbst zu produzieren. Das Album wurde von der Kritik etwas wärmer aufgenommen als sein Vorgänger, stellte sich jedoch als kommerzieller Reinfall heraus. Es erreichte in den Staaten seinen Höhepunkt bei #152 der Pop-Charts; in Großbritannien kam es nicht zu einem Charteintritt.
Am 29. November erschien die einzige Single des Albums, America’s Great National Pastime / Farther Along, die weder in den Staaten noch in Großbritannien chartete.
Farther Along sollte das vorerst letzte Studioalbum der Byrds werden. Sie traten noch über ein Jahr mit wechselnden Schlagzeugern auf, bis Anfang 1973 Roger McGuinn die Band auflöste. Er verwirklichte dann noch im gleichen Jahr eine Reunion der ursprünglichen Besetzung.

## Titelliste

### A-Seite
1. Tiffany Queen (Roger McGuinn) – 2:40
2. Get Down Your Line (Gene Parsons) – 3:26
3. Farther Along (Traditional; Arrangement: Clarence White) – 2:57
4. B.B. Class Road (Gene Parsons / S. Dawson) – 2:16
5. Bugler (Larry Murray) – 3:06

### B-Seite
1. America’s Great National Pastime (Skip Battin / Kim Fowley) – 2:57
2. Antique Sandy (Roger McGuinn / Skip Battin / Gene Parsons / Clarence White / Jim Seiter) – 2:13
3. Precious Kate (Skip Battin / Kim Fowley) – 2:59
4. So Fine (Johnny Otis) – 3:38
5. Lazy Waters (Bob Rafkin) – 3:32
6. Bristol Steam Convention Blues (Gene Parsons / Clarence White) – 2:39

### Wiederveröffentlichung
Am 22. Februar 2000 veröffentlichte Columbia das Album auf CD mit folgenden Bonustracks:
1. Lost My Drivin’ Wheel (David Wiffen) – 4:56
2. Born to Rock and Roll (Roger McGuinn) – 2:59
3. Bag Full of Money (Roger McGuinn / Jacques Levy) – 5:58 (mit einer Probe von Bristol Steam Convention Blues als Hidden Track)